# 詹姆斯·柯蒂斯·赫本
詹姆斯·柯蒂斯·赫本 MD LL.D.（中文名：合文、和名：ヘボン；1815年3月13日—1911年6月11日）是日本江戶時代被美國長老會派到日本作醫療及傳道的宣教師。現時最普遍的日語拉丁拼音方法平文式羅馬字（又名黑本式）就是由他所創。

## 生平
赫本於普林斯頓大學及賓夕法尼亞大學畢業之後，先到到新加坡兩年，在鴉片戰爭後的中國混亂時期抵達葡屬澳門，隨即轉往中國廈門進行醫療和傳道。期間他以中文名合文傳教。由於未能適應東南亞氣候，他於1845年回國行醫。1859年（安政6年）他決心往日本進行醫療和傳道，與志向相同的妻子克拉拉·瑪麗·黎金磐（Clara Mary Leete，1818-1906年）一道从神奈川登陆日本。赫本在實施醫療事業的同時進行日語的研究，編寫日本最初的日英詞典《和英語林集成》，并使用美國平文的名字出版。他也在舊新約全書日語文本的翻譯工作中也擔負了重要的角色。
同時，1863年（文久3年）于橫濱開設平文塾，期盼基督教主義教育能在日本生根。此後，平文塾與其他的新教各派的宣道學校合併，1887年（明治20年）赫本將自己的財產東京都港區白金作為明治學院（現·明治學院大學·同高級中學）合併，培育高橋是清、林董、島崎藤村等明治期日本的許多人材。
在日本停留了33年之後，1892年秋天返回美國，1911年去世。

## 延伸閱讀
- Hepburn, James Curtis. Michio Takaya , 编. . Tokyo: Toshin Shobo. 1955. OCLC 2590005 （英语及日语）.
- Malone, Dumas (编).  8. New York: Scribner's Sons. 1928. OCLC 24963109.
- Ion, A. Hamish. . Vancouver: UBC Press. 2009. OCLC 404613481.

## 外部連結
- History of Meiji Gakuin University （页面存档备份，存于）
- Article on Hepburn in Princeton Alumni Weekly
- Hepburn Christian Fellowship （日語）